# Поляков, Пётр Андреевич
Пётр Андреевич Поляков (1862—?) — русский гистолог.

## Биография
Среднее образование получил в Усть-медведицкой гимназии области Войска Донского, а высшее в военно-медицинской академии, которую окончил в 1888 году. До 1893 года служил в Тифлисском военном госпитале, где исполнял обязанности ординатора и прозектора госпиталя. В Тифлисе он также преподавал в военно-фельдшерской школе и был врачом в местном детском приюте Красного Креста; в 1892 году был направлен в Закаспийскую область для борьбы с холерной эпидемией и на 1-м съезде кавказских врачей представил доклад: «О локализации холерной заразы» («Труды съезда кавказских врачей», 1893).
Работал в гистологической лаборатории профессора Ф. Н. Заварыкина в Санкт-Петербурге и в 1894 году защитил диссертацию на степень доктора медицины в военно-медицинской академии, где с 1895 года он состоял помощником библиотекаря, а с 1898 года — прозектором при кафедре патологической анатомии и гистологии.
В 1903 году П. А. Поляков был назначен профессором Юрьевского университета по кафедре сравнительной анатомии, гистологии и эмбриологии. Также он возглавлял Институт сравнительной анатомии при Юрьевском университете.
В 1911 году был приглашён профессором на медицинский факультет Императорского Харьковского университета.

## Сочинения
- «Ueber eine neue Art von fettbildenden Organen im lockern Bindegewebe» («Arch. für. mikrosk. Anat.», 1888, т. XXXII) — работа была удостоена конференцией академии премии Иллинского;
- «Жирообразование и атрофия жира. Роль клеточных элементов рыхлой волокнистой соединительной ткани в этих процессах» («Труды кавказского мед. общ.») — работа была удостоена годовой премии общества;
- «Материалы для микроскопической анатомии и физиологии рыхлой волокнистой соединительной ткани» (СПб., 1894, диссертация);
- «Биология клетки» (СПб.: тип. А. С. Суворина, 1901. — Кн. 1. — 520 с.);
- «История клетки» (вступительн. лекция; «Записки Имп. Юрьевского унив.», 1904);
- «Сравнительная анатомия позвоночных животных. Краткий повторительный курс для студентов-медиков» (Юрьев: тип. К. Маттисена, 1907. — 336 с.);
- «Атлас рисунков к „Сравнительной анатомии позвоночных животных“» (Юрьев, 1908);
- «Основы гистологии с элементами эмбриологии человека и позвоночных». — 3 т. (Юрьев: тип. К. Маттисена, 1908—1909);
- «Основы гистологии и эмбриологии человека и позвоночных» (3-е изд., испр. и доп. — Харьков: тип. «Мирн. труд», 1914. — 898 с.)

Кроме этого около 20 его работ было опубликовано в специальных русских и иностранных изданиях.